# اتحاد المتخصصين في الرياضات القتالية الإيرانية
اتحاد المتخصصين في الرياضات القتالية الإيرانية، هو ثاني اتحاد رياضي غير حكومي (غير ربحي) في إيران، والذي تأسس في عام 2004.
وهذا الاتحاد مؤسسة مدنية غير ربحية ومستقلة ورياضية. يعمل اتحاد المحترفين في مجال إقامة الدورات التدريبية والتحكيمية المختلفة - إقامة المسابقات المحلية والدولية - إرسال فرق مختارة إلى المسابقات الخارجية - إطلاق وتغطية أنماط مختلفة من الفنون القتالية ونشر كتب ومجلات الفنون القتالية.
ورئيس هذه النقابة هو الدكتور علي حق شناس.

## معارضات حكومية
وقد عارضت منظمة التربية البدنية الإيرانية نشاط هذا الاتحاد؛ وكانت هذه المعارضة أكثر حدة خلال رئاسة محمود أحمدي نجاد.

### رسالة إلى وزير الرياضة وانتقد استخدام الفنون القتالية في قمع الناس
وفي رسالة إلى حميد سجدي، وزير الرياضة والشباب الإيراني، بتاريخ 14 أكتوبر 2022، وانتقد علي حق شناس رئيس الاتحاد كلامه بشأن استخدام الرياضات القتالية لقمع احتجاجات محسا أميني في إيران.

## الأنشطة العلمية
حتى الآن، تم نشر العديد من الكتب المرجعية والأكاديمية من قبل اتحاد المتخصصين في الرياضات القتالية الإيرانية في مجال المناقشات علمیة و النظرية للرياضات القتالية:
- موسوعة الفنون القتالية (أول موسوعة للفنون القتالية في إيران؛ بقلم: علي حق شناس (رئيس)، نشرت عام 2016.[24][25]

- عقيدة التايكوندو المتفوقة - طريقة القتال الحر في العالم للتايكوندو؛ بقلم: علي حق شناس (رئيس)، نشرت عام 2020.[26]

- علم أمراض الرياضات القتالية: المرجع الفارسي الأول لعلم أمراض الرياضات القتالية؛ بقلم: علي حق شناس (رئيس)، نشرت عام 2022.[27]

- فسيولوجيا التايكوندو: المرجع الأول لفسيولوجيا التايكوندو في إيران؛ بقلم: علي حق شناس (رئيس)، نشرت عام 2022. [28]

- دور المدرب في التايكوندو من القاعدة إلى المنتخبات الوطنية، بقلم: علي حق شناس (رئيس)، نشرت عام 2023. [29]

- فلسفة الفنون القتالية الشرقية (أوكيناوا، الووشو، الجودو، التايكوندو)؛ بقلم: علي حق شناس (رئيس)، نشرت عام 2023. [30]

- أساليب الدفاع عن النفس في قتال الشارع؛ بقلم: علي حق شناس (رئيس)، نشرت عام 2023. [31]

- سافات (ملاكمة فرنسية)، و مبادئ القتال فيها؛ بقلم: حميد رضا توكل شعار (نائب الرئيس)، نشرت عام 2012. [32]

- الرياضات القتالية ومؤسسيها الكبار؛ بقلم: حميد رضا توكل شعار (نائب الرئيس)، نشرت عام 2015. [33]

- موسوعة سافات (الملاكمة الفرنسية): رياضة لها ستة عقود من التاريخ في إيران؛ بقلم: حميد رضا توكل شعار (نائب الرئيس)، نشرت عام 2014. [34]

- تانغ سو دو، كوك سول وان وهابكيدو؛ بقلم: مهران الخليلي، (الامين العام للاتحاد)، نشرت عام 2022. [35]

- التدريب على الدفاع عن النفس في القتال اليدوي؛ بقلم: مهران الخليلي، (الامين العام للاتحاد)، نشرت عام 2022. [36]5

- ستون عاما من سافات في إيران؛ بقلم: جواد موشيري (نائب الرئيس التنفيذي للاتحاد)، نشرت عام 2020. [37]

- التايكوندو المتفوقة، والكيك بوكسينغ والمواي تاي؛ بقلم: جواد موشيري (نائب الرئيس التنفيذي للاتحاد)، نشرت عام 2022. [38]

- فلسفة التايكوندو والكاراتيه والكونغ فو؛ بقلم: جواد موشيري (نائب الرئيس التنفيذي للاتحاد)، نشرت عام 2023. [39]

## وصلات خارجية
- Official Impunion website
- mehrnews Agency
- Irna
- National Library and Documentation Organization of Iran
- * Fars News Agency
- BBC
- Iranian Student News Agency
- Iran Newspaper